# Tencho Glacier
Der Tencho Glacier ist ein Talgletscher im Nordwesten  der kanadischen Provinz British Columbia. 

## Geographie
Der Tencho Glacier liegt im Mount Edziza Provincial Park auf dem Tahltan Highland, einem Hochland des Stikine Plateau. Der Tencho Glacier ist die Quelle mehrerer kleiner Fließgewässer, die vom Mount Edziza Volcanic Complex herabströmen.
Der Tencho Glacier entspringt am Ice Peak und am Tennena Cone an der Südflanke des Mount Edziza. Seine südliche Stirnseite grenzt im Südosten an die Kaia Bluff, im Süden an den Coffee Crater und im Südwesten an den Cocoa Crater. Unbenannte Nebenflüsse des Taweh Creek entspringen an der Südwestseite des Tencho Glacier zwischen dem Cocoa Crater und dem Coffee Crater. Der Shaman Creek entspringt an der Südseite des Tencho Glacier, während seine Ostseite von unbenannten Nebenflüssen des Tennaya Creek entwässert wird. Mehrere unbenannte Nebenflüsse des Sezill Creek entspringen an der Westseite des Tencho Glacier in der Nähe des Tennena Cone.

## Etymologie
Der Name des Gletschers wurde von der Geological Survey of Canada am 15. November 1979 vorgeschlagen und am 24. November 1980 offiziell anerkannt. Tencho ist von den Wörtern ten und cho aus der Sprache der Tahltan abgeleitet, die Eis bzw. groß oder großartig bedeuten. Dieser Gletscher trägt seinen Namen, weil er der größte Gletscher im Mount Edziza Volcanic Complex ist.

## Geologie
Der Tencho Glacier überlagert die Ice-Peak-Formation, eine der vielen geologischen Formationen, aus denen der Mount Edziza Volcanic Complex besteht. Obsidian aus der Ice-Peak-Formation kommt östlich und westlich des Tencho Glacier vor und ist möglicherweise auch unter dem Gletscher vorhanden. Bänke aus grobkörnigem comenditischem Trachyt-Bims, die zum Sheep Track Member der Big-Raven-Formation gehören, sind entlang des Westrandes des Tencho Glacier exponiert. Sie sind bis zu zwei Meter dick und wurden durch eine Eruption abgelagert, die möglicherweise aus einer tiefen, kreisförmigen Senke auf der Oberfläche des Tencho Glacier nördlich des Coffee Crater stammt. Ein scharfkantiger Grat am südlichen Terminus des Tencho Glacier könnte einen glazial modifizierten Tuffring darstellen, der in einem Schmelzwassersee entstand, als der Gletscher sich auf dem Big Raven Plateau ausbreitete.